# Parapoynx affinialis
Parapoynx affinialis là một loài bướm đêm trong họ Crambidae.